# Tour di Gianna Nannini
Questa pagina contiene i tour della cantante italiana Gianna Nannini.

## Riepilogo
| Periodo                        | Nome Tour                      | Album da promuovere                  | Concerti |
| ------------------------------ | ------------------------------ | ------------------------------------ | -------- |
| febbraio - ottobre 1983        | Latin Lover Tour 1983          | Latin lover                          | 26       |
| aprile - novembre 1984         | Puzzle Tour 1984               | Puzzle                               | 19       |
| ottobre - dicembre 1988        | Malafemmina Tour 1988          | Malafemmina                          | 14       |
| ottobre - dicembre 1990        | Scandalo Tour 1990             | Scandalo                             | 40       |
| agosto 1991                    | Giannissima Live Tour 1991     | Giannissima                          | 16       |
| novembre - dicembre 1993       | Extravaganza Club Tour 1993    | X forza e X amore                    | 9        |
| maggio - settembre 1995        | Dispetto Tour 1995             | Dispetto                             | 30       |
| maggio - settembre 1999        | Cuore Tour 1999                | Cuore                                | 44       |
| luglio - settembre 2002        | Aria Tour 2002                 | Aria                                 | 19       |
| giugno - agosto 2003           | Aria European Tour 2003        | Aria                                 | 15       |
| gennaio 2004 - settembre 2005  | Perle Tour 2004-2005           | Perle                                | 39       |
| febbraio - settembre 2006      | Grazie Tour 2006               | Grazie                               | 59       |
| gennaio - agosto 2007          | Grazie European Tour 2007      | Grazie                               | 29       |
| settembre 2007                 | Pia come la canto io Tour 2007 | Pia come la canto io                 | 8        |
| marzo - settembre 2008         | GiannaBest Live Tour 2008      | GiannaBest                           | 39       |
| settembre - novembre 2009      | Giannadream Tour 2009          | Giannadream - Solo i sogni sono veri | 20       |
| aprile - agosto 2011           | Io e te Tour 2011              | Io e te                              | 34       |
| aprile - luglio 2013           | Inno Tour 2013                 | Inno                                 | 27       |
| maggio - luglio 2015           | Hitalia.Rocks Tour 2015        | Hitalia                              | 14       |
| marzo 2016 - luglio 2017       | Hitstory Tour 2016-2017        | Hitstory                             | 64       |
| novembre 2017 - agosto 2018    | Amore gigante Tour 2017-2018   | Amore gigante                        | 41       |
| luglio - settembre 2021        | Piano forte Tour 2021          | La differenza                        | 31       |
| marzo - dicembre 2022          | Gianna Nannini Tour 2022       | La differenza                        | 48       |
| novembre 2024 - settembre 2025 | Gianna Nannini Tour 2024-2025  | Sei nel l'anima                      | 53       |
| Concerti in totale             | Concerti in totale             | Concerti in totale                   | 647      |

## Latin Lover Tour 1983

### Date
- 26 febbraio 1983, Kaulitz (Germania)
- 27 febbraio 1983, Wiesbaden (Germania)
- 28 febbraio 1983, Ludwigshafen (Germania)
- 2 marzo 1983, Monaco di Baviera (Germania)
- 4 marzo 1983, Ravensburg (Germania)
- 5 marzo 1983, Saarbrücken (Germania)
- 6 marzo 1983, Treviri (Germania)
- 7 marzo 1983, Coblenza (Germania)
- 8 marzo 1983, Munster (Germania)
- 9 marzo 1983, Brema (Germania)
- 10 marzo 1983, Essen (Germania)
- 11 marzo 1983, Colonia (Germania)
- 12 marzo 1983, Würzburg (Germania)
- 13 marzo 1983, Norimberga (Germania)
- 14 marzo 1983, Offenbach am Main (Germania)
- 16 marzo 1983, Kassel (Germania)
- 17 marzo 1983, Siegen (Germania)
- 18 marzo 1983, Düsseldorf (Germania)
- 19 marzo 1983, Amburgo (Germania)
- 21 marzo 1983, Berlino (Germania)
- 22 marzo 1983, Hannover (Germania)
- 23 marzo 1983, Wolfenbüttel (Germania)
- 25 marzo 1983, Friburgo in Brisgovia (Germania)
- 26 marzo 1983, Zurigo (Svizzera)
- 27 marzo 1983, Stoccarda (Germania)
- 28 marzo 1983, Karlsruhe (Germania)

## Puzzle Tour 1984
Puzzle Tour 1984 è il nome del tour per promuovere l'album Puzzle.

### Scaletta
1. Kolossal
2. Sognami
3. Autostrada
4. Occhi aperti
5. Bla Bla (inedito)
6. Amore amore
7. Wagon-lits
8. Ragazzo dell'Europa
9. California
10. Vieni ragazzo
11. Siamo ricchi
12. Fiesta
13. Fotoromanza
14. Bi-bip
15. America
16. Latin lover
17. Primadonna

### Date
- 26 aprile 1984, Amburgo (Germania)
- 27 aprile 1984, Essen (Germania)
- 28 aprile 1984, Zurigo (Svizzera)
- 29 aprile 1984, Friburgo in Brisgovia (Germania)
- 30 aprile 1984, Offenbach am Main (Germania)
- 1º maggio 1984, Monaco di Baviera (Germania)
- 2 maggio 1984, Berlino (Germania)
- 4 maggio 1984, Wolfenbüttel (Germania)
- 5 maggio 1984, Colonia (Germania)
- 6 maggio 1984, Norimberga (Germania)
- 7 maggio 1984, Würzburg (Germania)
- 8 maggio 1984, Mannheim (Germania)
- 9 maggio 1984, Ravensburg (Germania)
- 13 luglio 1984, Montreux (Svizzera)
- 11 agosto 1984, Roma (Italia)
- 14 agosto 1984, Taranto (Italia)
- 18 agosto 1984, Siena (Italia)
- 22 agosto 1984, Locarno (Svizzera)
- 21 novembre 1984, Dortmund (Germania)

## Malafemmina Tour 1988
Malafemmina Tour 1988 è il nome del tour per promuovere l'album Malafemmina.

### Scaletta
1. Hey bionda
2. Kolossal
3. Cuore zingaro
4. Profumo
5. Un ragazzo come te
6. Voglio fare l'amore
7. Come una schiava
8. Sognami
9. Luci rosse
10. Avventuriera
11. Donne in amore
12. Luna dell'Est
13. Aiuto
14. Time lover
15. Fotoromanza
16. Ragazzo dell'Europa
17. America
18. Revolution
19. I maschi
20. Bello e impossibile

### Date

#### Tour italiano
- 10 ottobre 1988, Firenze (Italia)
- 11 ottobre 1988, Arezzo (Italia)
- 13 ottobre 1988, Roma (Italia)
- 14 ottobre 1988, Perugia (Italia)
- 15 ottobre 1988, Jesi (Italia)
- 17 ottobre 1988, Napoli (Italia)
- 19 ottobre 1988, Treviso (Italia)
- 21 ottobre 1988, Verona (Italia)
- 22 ottobre 1988, Milano (Italia)
- 23 ottobre 1988, Torino (Italia)
- 25 ottobre 1988, Forlì (Italia)
- 26 ottobre 1988, Parma (Italia)
- 28 ottobre 1988, Modena (Italia)
- 29 ottobre 1988, Cantù (Italia)

#### Tour europeo
- 31 ottobre 1988, Zurigo (Svizzera)
- 4 novembre 1988, Würzburg (Germania)
- 6 novembre 1988, Colonia (Germania)
- 8 novembre 1988, Berlino (Germania)
- 10 novembre 1988, Brema (Germania)
- 11 novembre 1988, Wolfsburg (Germania)
- 12 novembre 1988, Hannover (Germania)
- 13 novembre 1988, Amburgo (Germania)
- 16 novembre 1988, Linz (Austria)
- 17 novembre 1988, Graz (Austria)
- 18 novembre 1988, Vienna (Austria)
- 20 novembre 1988, Norimberga (Germania)
- 26 novembre 1988, Ravensburg (Germania)
- 27 novembre 1988, Stoccarda (Germania)
- 28 novembre 1988, Ludwigshafen (Germania)
- 30 novembre 1988, Augusta (Germania)
- 9 dicembre 1988, Kassel (Germania)
- 10 dicembre 1988, Dortmund (Germania)
- 11 dicembre 1988, Karlsruhe (Germania)
- 13 dicembre 1988, Ratisbona (Germania)
- 14 dicembre 1988, Monaco di Baviera (Germania)
- 15 dicembre 1988, Francoforte sul Meno (Germania)
- 17 dicembre 1988, Innsbruck (Austria)

## Scandalo Tour 1990
Scandalo Tour 1990 è il nome del tour per promuovere l'album Scandalo.

### Scaletta
1. Scandalo
2. Primadonna
3. Madonna-Welt
4. Fiesta
5. Salomè
6. Vieni ragazzo
7. Sorridi
8. Avventuriera
9. Profumo
10. Kolossal
11. Dea
12. Ragazzo dell'Europa
13. E-ya-po e-ya-po
14. I maschi
15. America
16. Latin lover
17. Bello e impossibile
18. I maschi
19. Latin lover
20. Io e Bobby McGee
21. Terra straniera

### Date
- 12 ottobre 1990, Chemnitz (Germania)
- 16 ottobre 1990, Stoccarda (Germania)
- 20 ottobre 1990, Monaco di Baviera (Germania)
- 21 ottobre 1990, Landshut (Germania)
- 24 ottobre 1990, Zurigo (Svizzera)
- 29 ottobre 1990, Oslo (Norvegia)
- 30 ottobre 1990, Stoccolma (Svezia)
- 1º novembre 1990, Göteborg (Svezia)
- 4 novembre 1990, Lund (Svezia)
- 6 novembre 1990, Parigi (Francia)
- 7 novembre 1990, Parigi (Francia)
- 8 novembre 1990, Strasburgo (Francia)
- 10 novembre 1990, Lione (Francia)
- 11 novembre 1990, Suhl (Germania)
- 14 novembre 1990, Vienna (Austria)
- 15 novembre 1990, Augusta (Germania)
- 17 novembre 1990, Friburgo in Brisgovia (Germania)
- 17 novembre 1990, Liegi (Belgio)
- 18 novembre 1990, Ravensburg (Germania)
- 19 novembre 1990, Saarbrücken (Germania)
- 21 novembre 1990, Dortmund (Germania)
- 22 novembre 1990, Francoforte sul Meno (Germania)
- 24 novembre 1990, Kassel (Germania)
- 25 novembre 1990, Differdange (Lussemburgo)
- 26 novembre 1990, Amsterdam (Paesi Bassi)
- 28 novembre 1990, Mannheim (Germania)
- 29 novembre 1990, Norimberga (Germania)
- 1º dicembre 1990, Hannover (Germania)
- 2 dicembre 1990, Brema (Germania)
- 4 dicembre 1990, Berlino (Germania)
- 5 dicembre 1990, Amburgo (Germania)
- 7 dicembre 1990, Colonia (Germania)
- 10 dicembre 1990, Bologna (Italia)
- 11 dicembre 1990, Torino (Italia)
- 12 dicembre 1990, Roma (Italia)
- 14 dicembre 1990, Milano (Italia)
- 15 dicembre 1990, Firenze (Italia)
- 16 dicembre 1990, Lugano (Svizzera)
- 18 dicembre 1990, Munster (Germania)
- 20 dicembre 1990, Madrid (Spagna)

## Giannissima Live Tour 1991
Giannissima Live Tour 1991 è il nome del tour per promuovere l'album Giannissima.

### Date
- 1º agosto 1991, Motta di Livenza (Italia)
- 3 agosto 1991, Sulmona (Italia)
- 4 agosto 1991, Pontelandolfo (Italia)
- 5 agosto 1991, Fermo (Italia)
- 7 agosto 1991, Bernalda (Italia)
- 9 agosto 1991, Marsala (Italia)
- 10 agosto 1991, Milazzo (Italia)
- 11 agosto 1991, Nicotera (Italia)
- 12 agosto 1991, Acri (Italia)
- 14 agosto 1991, Porto Azzurro (Italia)
- 17 agosto 1991, Casapesenna (Italia)
- 20 agosto 1991, Albenga (Italia)
- 22 agosto 1991, Sassari (Italia)
- 23 agosto 1991, Uras (Italia)
- 24 agosto 1991, Olbia (Italia)
- 26 agosto 1991, Novara (Italia), Estate Novarese

## Extravaganza Club Tour 1993
Extravaganza Club Tour 1993 è il nome del tour per promuovere l'album X forza e X amore.

### Scaletta
1. Radio Baccano
2. Autostrada
3. Lamento
4. Scandalo
5. Fumetto
6. Io senza te
7. Wagon-lits
8. Tira-tira
9. Bell'amica
10. Bello e impossibile
11. Se vai via
12. Latin lover
13. Bip bip
14. Oh marinaio
15. Ragazzo dell'Europa, California
16. Come una schiava
17. Occhi aperti
18. America
19. Avventuriera
20. X forza e X amore
21. Ninna nanna
22. Profumo, I maschi
23. Maremma, Primadonna
24. Insieme

### Date
- 10 novembre 1993, Napoli (Italia)
- 21 novembre 1993, Roma (Italia)
- 22 novembre 1993, Roma (Italia)
- 24 novembre 1993, Cesena (Italia)
- 25 novembre 1993, Modena (Italia)
- 27 novembre 1993, Firenze (Italia)
- 28 novembre 1993, Milano (Italia)
- 29 novembre 1993, Milano (Italia)
- 1º dicembre 1993, Torino (Italia)

## Dispetto Tour 1995
Dispetto Tour 1995 è il nome del tour per promuovere l'album Dispetto.

### Scaletta
1. Bellatrix
2. Per dispetto
3. Ottava vita
4. Radio Baccano
5. Fotografia
6. Fiesta
7. Madonna-Welt
8. Con te
9. Non ti voglio
10. Piangerò
11. Io e Bobby McGee
12. Sorridi
13. Non c'è pace
14. Ninna nera
15. Scandalo
16. Avventuriera
17. I maschi
18. Profumo, Fotoromanza, Bello e impossibile
19. Meravigliosa creatura
20. America
21. Latin lover

### Date
- 4 maggio 1995, Nuova Ulma (Germania)
- 5 maggio 1995, Erlangen (Germania)
- 7 maggio 1995, Lipsia (Germania)
- 8 maggio 1995, Monaco di Baviera (Germania)
- 10 maggio 1995, Kassel (Germania)
- 11 maggio 1995, Hannover (Germania)
- 12 maggio 1995, Colonia (Germania)
- 14 maggio 1995, Ludwigsburg (Germania)
- 15 maggio 1995, Mannheim (Germania)
- 16 maggio 1995, Saarbrücken (Germania)
- 18 maggio 1995, Oberhausen (Germania)
- 19 maggio 1995, Bielefeld (Germania)
- 20 maggio 1995, Amburgo (Germania)
- 22 maggio 1995, Munster (Germania)
- 23 maggio 1995, Berlino (Germania)
- 25 maggio 1995, Francoforte sul Meno (Germania)
- 26 maggio 1995, Costanza (Germania)
- 10 giugno 1995, Saarbrücken (Germania)
- 24 giugno 1995, Emmendingen (Germania)
- 15 luglio 1995, Gurten (Austria)
- 24 luglio 1995, Nyon (Svizzera)
- 11 agosto 1995, Skanderborg (Danimarca)
- 5 settembre 1995, Genova (Italia)
- 6 settembre 1995, Verona (Italia)
- 8 settembre 1995, Ravenna (Italia)
- 9 settembre 1995, Saint-Vincent (Italia)
- 12 settembre 1995, Brescia (Italia)
- 13 settembre 1995, Torino (Italia)
- 15 settembre 1995, Roma (Italia)
- 16 settembre 1995, Napoli (Italia)

## Cuore Tour 1999
Cuore Tour 1999 è il nome del tour per promuovere l'album Cuore.

### Scaletta
1. Un giorno disumano
2. Centomila
3. Revolution
4. Avventuriera
5. Notti senza cuore
6. Come sei
7. Profumo
8. Dimmi dimmelo
9. Ti spezzo il cuore
10. Peccato originale
11. Bello impossibile
12. I maschi
13. Ragazzo dell'Europa
14. America
15. Ottava vita
16. Scandalo
17. Meravigliosa creatura
18. Latin lover

### Date
- 20 maggio 1999, Bad Reichenhall (Germania), Sternenzelt
- 21 maggio 1999, Stoccarda (Germania), Filharmonie
- 23 maggio 1999, Fulda (Germania), Richthalle
- 24 maggio 1999, Dortmund (Germania), Soundgarden
- 26 maggio 1999, Brema (Germania), Aladin
- 27 maggio 1999, Amburgo (Germania), Stadtpark
- 28 maggio 1999, Hannover (Germania), Capitol
- 30 maggio 1999, Norimberga (Germania), Forum
- 31 maggio 1999, Berlino (Germania), Columbiahalle
- 3 giugno 1999, Colonia (Germania), Roncalliplatz
- 5 giugno 1999, Eschwege (Austria), Open Flair
- 6 giugno 1999, Jena (Germania), Open Air
- 2 luglio 1999, Friburgo in Brisgovia (Germania), ZeltMusikFestival
- 3 luglio 1999, Heilbronn (Germania), Würth Open Air
- 5 luglio 1999, Monaco di Baviera (Germania), Tollwood Festival
- 6 luglio 1999, Magonza (Germania), Zeltfestival
- 13 luglio 1999, Milano (Italia)
- 14 luglio 1999, Torino (Italia)
- 15 luglio 1999, Napoli (Italia), Neapolis Rock Festival
- 17 luglio 1999, Duisburg (Germania)
- 21 luglio 1999, Visciano (Italia)
- 24 luglio 1999, Porto San Giorgio (Italia)
- 29 luglio 1999, Sanremo (Italia), Blues Festival
- 1º agosto 1999, Bagnoregio (Italia)
- 3 agosto 1999, Castel del Piano (Italia)
- 11 agosto 1999, Palazzolo Acreide (Italia)
- 12 agosto 1999, Sicilia (Italia)
- 13 agosto 1999, Lazise (Italia)
- 15 agosto 1999, Zofingen (Svizzera)
- 16 agosto 1999, Lucera (Italia)
- 18 agosto 1999, Foglianise (Italia)
- 19 agosto 1999, Cittanova (Italia)
- 21 agosto 1999, Vaduz (Liechtenstein)
- 22 agosto 1999, Gampel (Svizzera)
- 24 agosto 1999, Celano (Italia)
- 26 agosto 1999, San Bartolomeo in Galdo (Italia)
- 28 agosto 1999, Pove del Grappa (Italia)
- 29 agosto 1999, Baveno (Italia)
- 30 agosto 1999, Pescara (Italia)
- 1º settembre 1999, Cagliari (Italia)
- 2 settembre 1999, Alghero (Italia)
- 3 settembre 1999, Misterbianco (Italia)
- 5 settembre 1999, Modena (Italia)
- 6 settembre 1999, Alessandria (Italia)

## Aria Tour 2002
Aria Tour 2002 è il nome del tour per promuovere l'album Aria.

### Scaletta
1. Volo
2. Uomini a metà
3. Crimine d'amore
4. Fotoromanza
5. Aria
6. Sveglia
7. Immortale
8. Battiti e respiri
9. Amore cannibale
10. Ragazzo dell'Europa
11. Profumo
12. DJ Morphine
13. Un dio che cade
14. America
15. Latin lover
16. Nuova era
17. I maschi
18. Bello e impossibile
19. Meravigliosamente crudele
20. Oh marinaio
21. Meravigliosa creatura

### Date
- 13 luglio 2002, Toscolano Maderno (Italia)
- 14 luglio 2002, Milano (Italia)
- 16 luglio 2002, Campione d'Italia (Italia)
- 19 luglio 2002, Roma (Italia)
- 21 luglio 2002, Pontassieve (Italia)
- 25 luglio 2002, Margherita di Savoia (Italia)
- 26 luglio 2002, Polignano a Mare (Italia)
- 1º agosto 2002, Recanati (Italia)
- 2 agosto 2002, Nova Gorica (Slovenia)
- 4 agosto 2002, Zungri (Italia)
- 5 agosto 2002, Paternò (Italia)
- 9 agosto 2002, Ostia (Italia)
- 14 agosto 2002, Spinazzola (Italia)
- 16 agosto 2002, Avellino (Italia)
- 24 agosto 2002, Trebisacce (Italia)
- 29 agosto 2002, Verona (Italia)
- 30 agosto 2002, Siena (Italia)
- 31 agosto 2002, Orzinuovi (Italia)
- 4 settembre 2002, Caserta (Italia)

## Aria European Tour 2003
Aria European Tour 2003 è il nome del tour per promuovere l'album Aria.

### Date
- 20 giugno 2003, Wohlen (Svizzera), Sound Arena Festival
- 21 giugno 2003, Bex (Svizzera), Rock Festival
- 22 giugno 2003, Ulma (Germania), Umlerzelt
- 24 giugno 2003, Ulma (Germania), Umlerzelt
- 27 giugno 2003, Monaco di Baviera (Germania), Tollwood Festival
- 4 luglio 2003, Costanza (Germania), Zelt-Festival
- 5 luglio 2003, Heilbronn (Germania), Gaffenberg Festival
- 9 luglio 2003, Stoccarda (Germania), Wasn Stage Festival
- 21 luglio 2003, Lucerna (Svizzera), Blueballs Festival
- 25 luglio 2003, Nizza (Francia), Jazzfestival
- 26 luglio 2003, Val Lumnezia (Svizzera), Open Air
- 29 luglio 2003, Cartagine (Tunisia), Festival
- 1º agosto 2003, Rottweil (Germania), Ferienzauber
- 2 agosto 2003, Hanau (Germania), Amphietheater
- 3 agosto 2003, Berlino (Germania), ColumbiaFritz

## Perle Tour 2004-2005
Perle Tour 2004-2005 è il nome del tour per promuovere l'album Perle.

### Scaletta
1. Volo
2. Notti senza cuore
3. Amore cannibale
4. Contaminata
5. Latin lover
6. Ragazzo dell'Europa
7. Profumo
8. Aria
9. Amandoti
10. Ninna Nanna, Ninna Nera
11. Oh marinaio
12. Uò Uò
13. I maschi
14. Vieni ragazzo
15. America
16. Bello e impossibile
17. Meravigliosa creatura
18. California
19. Una luce

### Date
- 31 gennaio 2004, Karlsruhe (Germania)
- 16 febbraio 2004, Terni (Italia)
- 17 febbraio 2004, Roma (Italia)
- 19 febbraio 2004, Carpi (Italia)
- 21 febbraio 2004, Trento (Italia)
- 23 febbraio 2004, Milano (Italia)
- 24 febbraio 2004, Torino (Italia)
- 26 febbraio 2004, Firenze (Italia)
- 28 febbraio 2004, Bologna (Italia)
- 1º marzo 2004, Verona (Italia)
- 2 marzo 2004, Innsbruck (Austria)
- 3 marzo 2004, Innsbruck (Austria)
- 5 marzo 2004, Stoccarda (Germania)
- 6 marzo 2004, Berlino (Germania)
- 7 marzo 2004, Colonia (Germania)
- 9 marzo 2004, Neuss (Germania)
- 10 marzo 2004, Ulma (Germania)
- 11 marzo 2004, Amburgo (Germania)
- 15 marzo 2004, Gersthofen (Germania)
- 16 marzo 2004, Närnberg (Germania)
- 18 marzo 2004, Heilbronn (Germania)
- 19 marzo 2004, Francoforte sul Meno (Germania)
- 21 marzo 2004, Tuttlingen (Germania)
- 22 marzo 2004, Monaco di Baviera (Germania)
- 23 marzo 2004, Ginevra (Svizzera)
- 25 marzo 2004, Zurigo (Svizzera)
- 26 marzo 2004, Lucerna (Svizzera)
- 27 marzo 2004, Basilea (Svizzera)
- 29 marzo 2004, Berna (Svizzera)
- 30 marzo 2004, Berna (Svizzera)
- 17 luglio 2005, Varallo (Italia)
- 23 luglio 2005, Ricaldone (Italia)
- 2 agosto 2005, Erlangen (Germania)
- 7 agosto 2005, Neuhardenberg (Germania)
- 19 agosto 2005, Monaco di Baviera (Germania)
- 20 agosto 2005, Calatafimi Segesta (Italia)
- 10 settembre 2005, Thiesi (Italia)
- 29 settembre 2005, Stoccarda (Germania)
- 30 settembre 2005, Dresda (Germania)

## Grazie Tour 2006
Grazie Tour 2006 è il nome del tour per promuovere l'album Grazie.

### Scaletta
1. Possiamo sempre
2. Volo
3. Sola
4. Sei nell'anima
5. L'abbandono
6. Babbino caro
7. Mi fai incazzare
8. Treno bis
9. Contaminata
10. Grazie
11. Le carezze
12. Amandoti
13. Scandalo
14. Ragazzo dell'Europa
15. Io
16. Aria
17. Fotoromanza
18. Donne in amore
19. America
20. Latin lover
21. Vieni ragazzo
22. I maschi
23. Bello e impossibile
24. Meravigliosa creatura
25. Alla fine

### Date
- 19 febbraio 2006, Firenze (Italia)
- 21 febbraio 2006, Bologna (Italia)
- 25 febbraio 2006, Ancona (Italia)
- 10 marzo 2006, Catania (Italia)
- 11 marzo 2006, Palermo (Italia)
- 13 marzo 2006, Catanzaro (Italia)
- 16 marzo 2006, Torino (Italia)
- 20 marzo 2006, Napoli (Italia)
- 21 marzo 2006, Bari (Italia)
- 23 marzo 2006, Roma (Italia)
- 25 marzo 2006, Milano (Italia)
- 26 marzo 2006, Milano (Italia)
- 1º maggio 2006, Pescara (Italia)
- 13 maggio 2006, Pratola Peligna (Italia)
- 20 maggio 2006, Brignole (Italia)
- 28 maggio 2006, Mantova (Italia)
- 17 giugno 2006, Costigliole Saluzzo (Italia)
- 19 giugno 2006, Potenza (Italia)
- 20 giugno 2006, Caserta (Italia)
- 21 giugno 2006, Roma (Italia)
- 23 giugno 2006, Taranto (Italia)
- 1º luglio 2006, Cattolica (Italia)
- 6 luglio 2006, Collegno (Italia)
- 7 luglio 2006, Pontenure (Italia)
- 10 luglio 2006, Asti (Italia)
- 13 luglio 2006, Cervignano del Friuli (Italia)
- 14 luglio 2006, Villafranca di Verona (Italia)
- 16 luglio 2006, Arezzo (Italia)
- 17 luglio 2006, Tortoreto (Italia)
- 19 luglio 2006, Giffoni Sei Casali (Italia)
- 20 luglio 2006, Fiuggi (Italia)
- 22 luglio 2006, Arzachena (Italia)
- 25 luglio 2006, Marsala (Italia)
- 26 luglio 2006, Palermo (Italia)
- 27 luglio 2006, Taormina (Italia)
- 30 luglio 2006, Spoleto (Italia)
- 31 luglio 2006, Lago di Bilancino (Italia)
- 3 agosto 2006, Pergine Valsugana (Italia)
- 5 agosto 2006, Follonica (Italia)
- 6 agosto 2006, Sabaudia (Italia)
- 8 agosto 2006, Lecce (Italia)
- 9 agosto 2006, Noci (Italia)
- 11 agosto 2006, Acri (Italia)
- 12 agosto 2006, Lamezia Terme (Italia)
- 18 agosto 2006, Paglieta (Italia)
- 19 agosto 2006, Vallerano (Italia)
- 21 agosto 2006, Foggia (Italia)
- 22 agosto 2006, Trani (Italia)
- 24 agosto 2006, Palinuro (Italia)
- 25 agosto 2006, Portici (Italia)
- 26 agosto 2006, Cuma (Italia)
- 27 agosto 2006, Albano Laziale (Italia)
- 28 agosto 2006, Reggio Calabria (Italia)
- 30 agosto 2006, Capo d'Orlando (Italia)
- 1º settembre 2006, Siracusa (Italia)
- 2 settembre 2006, Villaggio Pergusa (Italia)
- 6 settembre 2006, Brescia (Italia)
- 7 settembre 2006, Vicenza (Italia)
- 8 settembre 2006, Reggio Calabria (Italia)

## Grazie European Tour 2007
Grazie European Tour 2007 è il nome del tour per promuovere l'album Grazie nei principali paesi europei.

### Scaletta
1. Dea
2. Volo
3. Possiamo sempre
4. Sei nell'anima/Hold The Moon
5. L'abbandono
6. Profumo
7. Contaminata
8. Treno bis
9. Latin lover
10. Ragazzo dell'Europa
11. Notti senza cuore
12. Le carezze
13. I maschi
14. America
15. Sola
16. Scandalo
17. Primadonna
18. Grazie
19. Meravigliosa creatura
20. Bello e impossibile
21. Alla fine

### Date
- 6 gennaio 2007, Trieste (Italia)
- 31 gennaio 2007, Roma (Italia)
- 24 febbraio 2007, Piedimonte San Germano (Italia)
- 22 marzo 2007, Stoccarda (Germania)
- 28 marzo 2007, Zurigo (Svizzera)
- 29 marzo 2007, Amsterdam (Paesi Bassi)
- 22 aprile 2007, Samnaun (Svizzera)
- 24 aprile 2007, Parigi (Francia)
- 16 giugno 2007, Recklinghausen (Germania)
- 17 giugno 2007, Potsdam (Germania)
- 24 giugno 2007, Vienna (Austria)
- 28 giugno 2007, Bonn (Germania)
- 29 giugno 2007, Amburgo (Germania)
- 1º luglio 2007, Londra (Regno Unito)
- 5 luglio 2007, Lugano (Svizzera), Lugano Festival Jazz
- 6 luglio 2007, Heilbronn (Germania)
- 7 luglio 2007, Rudolstadt (Germania)
- 8 luglio 2007, Lussemburgo (Lussemburgo)
- 10 luglio 2007, Mühldorf am Inn (Germania)
- 11 luglio 2007, Tuttlingen (Germania)
- 14 luglio 2007, Wiesen (Germania)
- 15 luglio 2007, Londra (Regno Unito), iTunes Music Festival
- 18 luglio 2007, Montreux (Svizzera)
- 20 luglio 2007, Benediktbeuern (Germania)
- 21 luglio 2007, Lauchheim (Germania)
- 22 luglio 2007, Lucerna (Svizzera)
- 28 luglio 2007, Rechberghausen (Germania)
- 3 agosto 2007, Hanau (Germania)
- 4 agosto 2007, Monaco di Baviera (Germania)

## Pia come la canto io Tour 2007
Pia come la canto io Tour 2007 è il nome del tour per promuovere l'album Pia come la canto io.

### Scaletta
1. Non c'è più sole
2. Contrasto
3. I maschi
4. Le corna
5. Profumo
6. Dolente Pia
7. Mura Mura
8. Meravigliosa Creatura (Perle Version)
9. Dolente Pia (Voce prigioniera)
10. Meravigliati i boschi
11. Settimanima (duetto con Lola Ponce)
12. La divina commedia
13. Meravigliosa creatura
14. Sei nell'anima
15. Io
16. Latin lover
17. Dolente Pia

### Date
- 13 settembre 2007, Firenze (Italia)
- 17 settembre 2007, Ancona (Italia)
- 19 settembre 2007, Napoli (Italia)
- 23 settembre 2007, Agrigento (Italia)
- 25 settembre 2007, Torino (Italia)
- 27 settembre 2007, Verona (Italia)
- 29 settembre 2007, Roma (Italia)
- 30 settembre 2007, Roma (Italia)

## GiannaBest Live Tour 2008
GiannaBest Live Tour 2008 è il nome del tour per promuovere il doppio album GiannaBest.

### Scaletta
1. Mosca cieca
2. Possiamo sempre
3. Revolution
4. Suicidio d'amore
5. Profumo
6. Un desiderio
7. Radio Baccano
8. Mura mura
9. Amandoti
10. Sei nell'anima
11. Io
12. Fotoromanza
13. Latin lover
14. Dea
15. Una luce
16. Notti senza cuore
17. California
18. America
19. Scandalo
20. I maschi
21. Meravigliosa creatura
22. Aria
23. Pazienza
24. Bello e impossibile
25. Un'estate italiana
26. Un giorno disumano

### Date
- 4 marzo 2008, Varese (data zero) (Italia)
- 7 marzo 2008, Palermo (Italia)
- 8 marzo 2008, Catania (Italia)
- 11 marzo 2008, Montichiari (Italia)
- 12 marzo 2008, Padova (Italia)
- 14 marzo 2008, Milano (Italia)
- 15 marzo 2008, Bologna (Italia)
- 17 marzo 2008, Roma (Italia)
- 18 marzo 2008, Roma (Italia)
- 20 marzo 2008, Firenze (Italia)
- 26 marzo 2008, Perugia (Italia)
- 27 marzo 2008, San Benedetto del Tronto (Italia)
- 29 marzo 2008, Pesaro (Italia)
- 30 marzo 2008, Parma (Italia)
- 1º aprile 2008, Livorno (Italia)
- 3 aprile 2008, Torino (Italia)
- 6 aprile 2008, Milano (Italia)
- 14 agosto 2008, Sarzana (Italia)
- 16 agosto 2008, Montecarlo (Italia)
- 18 agosto 2008, Alghero (Italia)
- 19 agosto 2008, Cagliari (Italia)
- 21 agosto 2008, Follonica (Italia)
- 23 agosto 2008, Paestum (Italia)
- 24 agosto 2008, Barletta (Italia)
- 26 agosto 2008, Ragusa (Italia)
- 28 agosto 2008, Taormina (Italia)
- 31 agosto 2008, Civitanova Marche (Italia)
- 1º settembre 2008, Faenza (Italia)
- 3 settembre 2008, Codroipo (Italia)
- 6 settembre 2008, Vigevano (Italia)
- 7 settembre 2008, Aosta (Italia)
- 9 settembre 2008, Carpi (Italia)
- 10 settembre 2008, Genova (Italia)
- 12 settembre 2008, Cremona (Italia)
- 15 settembre 2008, Capri (Italia)
- 16 settembre 2008, Napoli (Italia)
- 18 settembre 2008, Firenze (Italia)
- 20 settembre 2008, Bergamo (Italia)
- 22 settembre 2008, Bucarest (Romania)

### Date annullate
- 13 settembre 2008, Villafranca di Verona (Italia) - annullato a causa di cattivo tempo.

## Giannadream Tour 2009
Giannadream Tour 2009 è il nome del tour per promuovere l'album Giannadream - Solo i sogni sono veri.

### Scaletta
1. Maledetto ciao
2. Amandoti
3. Attimo
4. Suicidio d'amore
5. Io
6. Volo
7. Latin lover
8. Radio baccano
9. Sogno
10. Le ragazze
11. Pazienza
12. Profumo
13. Fotoromanza
14. Sei nell'anima
15. Ologramma
16. Sogno per vivere
17. Meravigliosa creatura
18. Bello impossibile
19. I maschi
20. Una luce
21. America
22. Aria

### Date
- 4 settembre 2009, Cuneo (Italia)
- 6 settembre 2009, Cosenza (Italia)
- 8 settembre 2009, Taormina (Italia)
- 10 settembre 2009, Palermo (Italia)
- 13 settembre 2009, Verona (Italia)
- 28 ottobre 2009, Eboli (Italia)
- 30 ottobre 2009, Roma (Italia)
- 31 ottobre 2009, Roma (Italia)
- 1º novembre 2009, Benevento (Italia)
- 3 novembre 2009, Brescia (Italia)
- 5 novembre 2009, Conegliano (Italia)
- 7 novembre 2009, Rimini (Italia)
- 9 novembre 2009, Torino (Italia)
- 11 novembre 2009, Parma (Italia)
- 13 novembre 2009, Milano (Italia)
- 14 novembre 2009, Milano (Italia)
- 15 novembre 2009, Bologna (Italia)
- 17 novembre 2009, Livorno (Italia)
- 19 novembre 2009, Firenze (Italia)
- 20 novembre 2009, Firenze (Italia)

## Io e te Tour 2011
Io e te Tour 2011 è il tour per promuovere l'album Io e te partita da Milano il 29 aprile e terminata a Montecarlo il 14 agosto 2011
Il Tour ha visto Gianna Nannini esibirsi nelle principali città italiane e raccogliere oltre 170.000 presenze.
Nelle date di Roma (4 e 5 maggio) e di Caserta (14 maggio) Emma è stata la cantante di supporto.

### Scaletta
1. Rock 2
2. Mi ami
3. Dimmi dimmelo
4. Ogni tanto
5. I Wanna Die 4U
6. Perché
7. Dimentica
8. Ti voglio tanto bene
9. Io e te
10. Io
11. Profumo
12. Io e Bobby McGee
13. Nel blu dipinto di blu
14. Possiamo sempre
15. Perfetto
16. Amandoti
17. Sei nell'anima
18. Good Bye My Heart
19. Notti senza cuore
20. Medley: Volo, Scandalo, Latin lover, Fotoromanza, Bello e impossibile
21. I maschi
22. America
23. Meravigliosa creatura

### Date

#### Tour italiano
- 29 aprile 2011, Milano (Italia), Mediolanum Forum d'Assago
- 30 aprile 2011, Milano (Italia), Mediolanum Forum d'Assago
- 1º maggio 2011, Milano (Italia), Mediolanum Forum d'Assago
- 3 maggio 2011, Roma (Italia), PalaLottomatica
- 4 maggio 2011, Roma (Italia), PalaLottomatica
- 5 maggio 2011, Roma (Italia), PalaLottomatica
- 7 maggio 2011, Reggio Calabria (Italia), PalaCalafiore
- 9 maggio 2011, Acireale (Italia), PalaTupparello
- 12 maggio 2011, Eboli (Italia), PalaSele
- 14 maggio 2011, Caserta (Italia), PalaMaggiò
- 16 maggio 2011, Perugia (Italia), PalaEvangelisti
- 18 maggio 2011, Bologna (Italia), Unipol Arena
- 20 maggio 2011, Verona (Italia), Arena di Verona
- 21 maggio 2011, Verona (Italia), Arena di Verona
- 24 maggio 2011, Villorba (Italia), PalaVerde
- 25 maggio 2011, Bolzano (Italia), Palaonda
- 27 maggio 2011, Firenze (Italia), Nelson Mandela Forum
- 28 maggio 2011, Firenze (Italia), Nelson Mandela Forum
- 29 maggio 2011, Firenze (Italia), Nelson Mandela Forum
- 31 maggio 2011, Pesaro (Italia), Adriatic Arena
- 2 giugno 2011, Genova (Italia), 105 Stadium
- 4 giugno 2011, Torino (Italia), PalaAlpitour

#### Tour europeo
- 25 giugno 2011, Londra (Regno Unito), Royal Albert Hall
- 8 luglio 2011, Weert (Paesi Bassi), Bospop Festival
- 12 luglio 2011, Locarno (Svizzera), Piazza Grande
- 17 luglio 2011, Monaco di Baviera (Germania), Tonhalle
- 18 luglio 2011, Berlino (Germania), Columbia Halle
- 20 luglio 2011, Dinslaken (Germania), Burgtheater
- 21 luglio 2011, Tuttlingen (Germania), Ruine Homburg
- 23 luglio 2011, Zurigo (Svizzera), Live at Sunset
- 26 luglio 2011, Winterbach (Germania), Zeltspektakel
- 27 luglio 2011, Bonn (Germania), Kunst- und Ausstellungshalle der Bundesrepublik Deutschland
- 30 luglio 2011, Castagneto Carducci (Italia), Arena Mario Incisa della Rocchetta (Bolgheri Melody)
- 14 agosto 2011, Montecarlo (Monaco), Sporting Club

## Inno Tour 2013
Inno Tour 2013 è il tour per promuovere l'album Inno partito da Morbegno il 9 aprile e terminato a Bad Krozingen il 27 luglio 2013.
Il tour vede Gianna Nannini esibirsi nelle maggiori città italiane ed anche in europa, con concerti in Germania, Austria e Belgio.

### Scaletta
1. Chorale
2. Baciami qui
3. Scegli me
4. Hey bionda
5. La fine del mondo
6. Ogni tanto
7. Nostrastoria
8. In The Rain
9. Ninna nein
10. Dimmelo chi sei
11. Radio Baccano
12. Sex Drugs And Beneficenza
13. Latin lover
14. Profumo
15. Meravigliosa creatura
16. You've Got a Friend
17. Un giorno disumano
18. Bello e impossibile
19. Lasciami stare
20. I maschi, Fotoromanza
21. Io
22. Sei nell'anima
23. Indimenticabile
24. America
25. Un'estate italiana (solo musica)
26. Inno
27. Tornerai (canzone in sottofondo)

### Date

#### Tour italiano
- 9 aprile 2013 (Data zero), Morbegno (Italia), Polo Fieristico Provincia
- 12 aprile 2013, Roma (Italia), PalaLottomatica
- 13 aprile 2013, Roma (Italia), PalaLottomatica
- 18 aprile 2013, Firenze (Italia), Nelson Mandela Forum
- 19 aprile 2013, Firenze (Italia), Nelson Mandela Forum
- 22 aprile 2013, Perugia (Italia), PalaEvangelisti
- 24 aprile 2013, Rimini (Italia), 105 Stadium
- 26 aprile 2013, Milano (Italia), Mediolanum Forum d'Assago
- 27 aprile 2013, Milano (Italia), Mediolanum Forum d'Assago
- 30 aprile 2013, Torino (Italia), PalaAlpitour
- 3 maggio 2013, Verona (Italia), Arena di Verona
- 4 maggio 2013, Verona (Italia), Arena di Verona

#### Tour europeo
- 8 maggio 2013, Vienna (Austria), Arena
- 11 maggio 2013, Villaco (Austria), Stadthalle
- 14 maggio 2013, Lucerna (Svizzera), Konzertsaal
- 15 maggio 2013, Monaco di Baviera (Germania), Tonhalle
- 17 maggio 2013, Berlino (Germania), Columbia Halle
- 19 maggio 2013, Parigi (Francia), Le Trianon
- 21 maggio 2013, Stoccarda (Germania), Liederhalle
- 23 maggio 2013, Dortmund (Germania), Westfalenhallen
- 24 maggio 2013, Bruxelles (Belgio), Ancienne Belgique
- 26 maggio 2013, Ginevra (Svizzera), Theatre du Leman
- 28 maggio 2013, Amsterdam (Paesi Bassi), Paradiso Main Halle
- 30 maggio 2013, Esch-sur-Alzette (Lussemburgo), Rockhal
- 6 luglio 2013, Barolo (Italia), Collisioni Festival
- 21 luglio 2013, Zurigo (Svizzera), Patinoire Dolder, Live at Sunset Festival
- 27 luglio 2013, Bad Krozingen (Germania), Kurpark Musikpavillon

### Date annullate
- 16 aprile 2013, Caserta (Italia), PalaMaggiò - annullato a causa di problemi di salute.

## Hitalia.Rocks Tour 2015
Hitalia.Rocks Tour 2015 è il tour per promuovere l'album Hitalia che è partito da Morbegno il 2 maggio 2015 e terminato a Locarno il 12 luglio 2015.

### Scaletta
1. Lontano dagli occhi
2. L'immensità
3. Io che amo solo te
4. Un'avventura
5. Dedicato
6. La canzone di Marinella
7. Dio è morto
8. C'è chi dice no
9. Ragazzo dell'Europa
10. Lei
11. Fotoromanza
12. I maschi
13. Profumo
14. America
15. Latin lover
16. Io
17. Amandoti
18. Sei nell'anima
19. Nel blu dipinto di blu (Volare)
20. Meravigliosa creatura
21. Oh marinaio
22. Aria

### Date

#### Tour italiano
Maggio
- 2 maggio 2015 (Data zero), Morbegno (Italia), Polo Fieristico Provincia
- 4 maggio 2015, Firenze (Italia), Nelson Mandela Forum
- 7 maggio 2015, Roma (Italia), PalaLottomatica
- 10 maggio 2015, Acireale (Italia), PalaTupparello
- 12 maggio 2015, Napoli (Italia), PalaPartenope
- 15 maggio 2015, Milano (Italia), Mediolanum Forum d'Assago
- 17 maggio 2015, Torino (Italia), PalaAlpitour
- 20 maggio 2015, Conegliano (Italia), Zoppas Arena
- 21 maggio 2015, Padova (Italia), PalaFabris
- 23 maggio 2015, Bologna (Italia), Unipol Arena
- 24 maggio 2015, Montichiari (Italia), PalaGeorge

#### Tour europeo
Luglio
- 3 luglio 2015, Zurigo (Svizzera), Live at Sunset
- 5 luglio 2015, Kestenholz (Svizzera), Saint Peter at Sunset
- 12 luglio 2015, Locarno (Svizzera), Piazza Grande, Moon and Stars Festival

## Hitstory Tour 2016-2017
Hitstory Tour 2016 è il tour per promuovere l'album Hitstory che è partito da Fermo il 16 marzo 2016 e terminato a Lauchheim il 29 luglio 2017.

### Band
- Davide Tagliapietra: chitarra elettrica, chitarra acustica
- Thomas Festa: chitarra elettrica, chitarra acustica
- Moritz Muller: batteria
- Ernesto Lopez: Percussioni
- Daniel Weber: basso elettrico
- Will Medini: tastiera, pianoforte
- Gianluca Ballarin: tastiera
- Isabella Casucci: cori
- Anna Camporeale: cori
- Lorenzo Borneo, Chiara Santarelli, Roberta Malavolti, Liuba Moraru: Violini
- Linda Rusca: Viola
- Davide Pilastro: Violoncello

### Scaletta
1. America
2. Avventuriera
3. Possiamo sempre
4. Vita nuova
5. Profumo
6. Pazienza
7. Ragazzo dell'Europa
8. Ciao amore
9. Hey bionda
10. Ogni tanto
11. Fotoromanza
12. I maschi
13. Revolution
14. Lontano dagli occhi
15. Dio è morto
16. Dea
17. Notti senza cuore
18. Oh marinaio
19. Io
20. Amandoti
21. Bello e impossibile
22. Latin lover
23. Sei nell'anima
24. Meravigliosa creatura
25. L'immensità
26. Un giorno disumano
27. Purple Rain (cover di Prince)
28. Un'estate italiana (non eseguita a Firenze, eseguita però nella data del 2 maggio sempre a Firenze)
29. Aria (non eseguita a Firenze)

### Date

#### Tour invernale 2016
Marzo
- 16 marzo 2016, (Data zero), Fermo (Italia), Teatro dell'Aquila
- 17 marzo 2016, (Data zero), Fermo (Italia), Teatro dell'Aquila
- 20 marzo 2016, Torino (Italia), Auditorium Gianni Agnelli
- 21 marzo 2016, Torino (Italia), Auditorium Gianni Agnelli
- 25 marzo 2016, Sanremo (Italia), Teatro Ariston
- 26 marzo 2016, Sanremo (Italia), Teatro Ariston

Aprile
- 4 aprile 2016, Milano (Italia), Teatro degli Arcimboldi (trasmesso in diretta radio su RTL 102.5)
- 5 aprile 2016, Milano (Italia), Teatro degli Arcimboldi
- 7 aprile 2016, Milano (Italia), Teatro degli Arcimboldi
- 8 aprile 2016, Milano (Italia), Teatro degli Arcimboldi
- 10 aprile 2016, Lugano (Svizzera), Palazzo dei Congressi
- 11 aprile 2016, Lugano (Svizzera), Palazzo dei Congressi
- 13 aprile 2016, Roma (Italia), Auditorium Parco della Musica
- 14 aprile 2016, Roma (Italia), Auditorium Parco della Musica
- 17 aprile 2016, Parma (Italia), Teatro Regio
- 20 aprile 2016, Trieste (Italia), Politeama Rossetti
- 23 aprile 2016, Padova (Italia), Gran Teatro Geox
- 29 aprile 2016, Firenze (Italia), Teatro Verdi
- 30 aprile 2016, Firenze (Italia), Teatro Verdi

Maggio
- 2 maggio 2016, Firenze (Italia), Teatro Verdi
- 4 maggio 2016, Bologna (Italia), Europauditorium
- 5 maggio 2016, Bologna (Italia), Europauditorium
- 7 maggio 2016, Montecatini Terme (Italia), Teatro Verdi
- 8 maggio 2016, Montecatini Terme (Italia), Teatro Verdi
- 10 maggio 2016, Napoli (Italia), Teatro Augusteo
- 11 maggio 2016, Bari (Italia), Teatro Team
- 14 maggio 2016, Verona (Italia), Arena di Verona

#### Tour estivo 2016
Giugno
- 5 giugno 2016, Blegny (Belgio), Blegny Mine, La giornata italiana

Luglio
- 13 luglio 2016, Parma (Italia), Cortile della Pilotta
- 15 luglio 2016, Como (Italia), Arena Teatro Sociale
- 16 luglio 2016, Brescia (Italia), Arena Campo di Marte
- 19 luglio 2016, Collegno (Italia), Corso Pastrengo, Flowers Festival
- 22 luglio 2016, Roma (Italia), Auditorium Parco della Musica, Luglio Suona Bene
- 24 luglio 2016, Cattolica (Italia), Arena della regina
- 29 luglio 2016, Tarvisio (Italia), Piazza Unità, No Borders Music Festival

Agosto
- 12 agosto 2016, Molfetta (Italia), Banchina San Domenico
- 13 agosto 2016, Paestum (Italia), Teatro dei templi
- 16 agosto 2016, Castagneto Carducci (Italia), Arena Mario Incisa della Rocchetta
- 17 agosto 2016, Forte dei Marmi (Italia), Villa Bertelli
- 21 agosto 2016, Soverato (Italia), Summer Arena
- 23 agosto 2016, Agrigento (Italia), Valle dei Templi
- 24 agosto 2016, Palermo (Italia), Teatro di Verdura
- 26 agosto 2016, Taormina (Italia), Teatro antico
- 28 agosto 2016, Ta' Qali (Malta), Millennium Stand

Settembre
- 1º settembre 2016, Prato (Italia), Piazza del Duomo
- 3 settembre 2016, Spello (Italia), Villa Fidelia

Ottobre
- 15 ottobre 2016, Milano (Italia), Open Air Theatre di Expo 2015 (concerto gratuito)

#### Tour europeo 2017
Marzo 2017
- 25 marzo 2017, Losanna (Svizzera), Palais de Beaulieu
- 27 marzo 2017, Zurigo (Svizzera), Kongresshaus
- 28 marzo 2017, Lucerna (Svizzera), KKL

Aprile 2017
- 2 aprile 2017, Norimberga (Germania), Meistersingerhalle
- 3 aprile 2017, Stoccarda (Germania), Kultur- und Kongresszentrum Liederhalle
- 5 aprile 2017, Düsseldorf (Germania), Mitsubishi Electric Halle
- 6 aprile 2017, Ravensburg (Germania), Oberschwabenhalle
- 7 aprile 2017, Monaco di Baviera (Germania), Philharmonie
- 9 aprile 2017, Amburgo (Germania), Mehr! Theater
- 10 aprile 2017, Berlino (Germania), Admiralspalast
- 19 aprile 2017, Charleroi (Belgio), Palais des beaux-arts
- 22 aprile 2017, Parigi (Francia), Olympia
- 24 aprile 2017, Bruxelles (Belgio), Cirque Royal
- 26 aprile 2017, Sofia (Bulgaria), National Palace of Culture
- 27 aprile 2017, Bucarest (Romania), Sala Palatului

Giugno 2017
- 16 giugno 2017, Rüsselsheim am Main (Germania), Hessentag Festival

Luglio 2017
- 29 luglio 2017, Lauchheim (Germania), Stiftung Schloss Kapfenburg

## Amore gigante Tour 2017-2018
Amore gigante Tour 2017-2018 è il tour per promuovere l'album Amore gigante che è partito da Bienne il 24 novembre 2017 e terminato a Misano Adriatico il 25 agosto 2018.

### Band
- Davide Tagliapietra: chitarra elettrica, chitarra acustica
- Thomas Festa: chitarra elettrica, chitarra acustica
- Moritz Muller: batteria
- Ernesto Lopez: Percussioni
- Daniel Weber: basso elettrico
- Will Medini: tastiera, pianoforte
- Gianluca Ballarin: tastiera
- Isabella Casucci: cori
- Anna Camporeale: cori
- Lorenzo Borneo, Chiara Santarelli, Roberta Malavolti, Liuba Moraru: Violini
- Linda Rusca: Viola
- Davide Pilastro: Violoncello

### Scaletta
1. Fenomenale
2. Cinema
3. Piccoli particolari
4. I maschi
5. Ragazzo dell'Europa
6. Fotoromanza
7. Profumo
8. Suicidio d'amore
9. Pensami
10. Io
11. Amandoti
12. Sei nell'anima
13. Meravigliosa creatura
14. California
15. Sabbie mobili
16. Tutta mia
17. L'ultimo latin lover
18. America
19. Hey bionda
20. Bello e impossibile
21. Latin lover
22. Lontano dagli occhi
23. Notti senza cuore
24. Amore gigante
25. Un'estate italiana

### Date
Novembre
- 24 novembre 2017, Bienne (Svizzera), Kongresshaus, Christmas Sessions 2017
- 30 novembre 2017 (Data zero), Rimini (Italia), 105 Stadium

Dicembre
- 2 dicembre 2017, Roma (Italia), Palalottomatica
- 4 dicembre 2017, Milano (Italia), Mediolanum Forum d'Assago
- 6 dicembre 2017, Firenze (Italia), Nelson Mandela Forum
- 7 dicembre 2017, Firenze (Italia), Nelson Mandela Forum

Marzo
- 10 marzo 2018, Francoforte (Germania), Alte Operfrankfurt
- 11 marzo 2018, Friburgo in Brisgovia (Germania), Sick Arena
- 14 marzo 2018, Berlino (Germania), Friedrichstadt-Palast
- 15 marzo 2018, Düsseldorf (Germania), Mitsubishi Electric Halle
- 17 marzo 2018, Ludwigsburg (Germania), MHPArena
- 18 marzo 2018, Monaco di Baviera (Germania), Philharmonie Berlin
- 20 marzo 2018, Neu-Ulm (Germania), ratiopharm arena
- 21 marzo 2018, Amburgo (Germania), Mehr!-Theater am Großmarkt
- 29 marzo 2018, Bologna (Italia), Unipol Arena
- 30 marzo 2018, Ancona (Italia), PalaRossini

Aprile
- 3 aprile 2018, Genova (Italia), RDS Stadium
- 4 aprile 2018, Montichiari (Italia), PalaGeorge
- 6 aprile 2018, Conegliano (Italia), Zoppas Arena
- 7 aprile 2018, Padova (Italia), Kioene Arena
- 10 aprile 2018, Roma (Italia), PalaLottomatica
- 11 aprile 2018, Livorno (Italia), Modigliani Forum
- 13 aprile 2018, Milano (Italia), Mediolanum Forum d'Assago
- 14 aprile 2018, Torino (Italia), PalaAlpitour
- 18 aprile 2018, Bari (Italia), PalaFlorio
- 19 aprile 2018, Eboli (Italia), PalaSele
- 21 aprile 2018, Acireale (Italia), Pal'Art Hotel

Luglio
- 13 luglio 2018, Mantova (Italia), Piazza Sordello
- 16 luglio 2018, Pistoia (Italia), Piazza Duomo
- 18 luglio 2018, Golfo Aranci (Italia), Piazza sul Lungomare
- 21 luglio 2018, Locarno (Svizzera), Moon & Stars
- 22 luglio 2018, Grugliasco (Italia), GruVillage, 105 Music Festival

Agosto
- 8 agosto 2018, Zofingen (Svizzera), Open Air, Magic Night Festival
- 10 agosto 2018, Francavilla al Mare (Italia), Piazza Sant'Alfonso
- 13 agosto 2018, Follonica (Italia), Arena Spettacoli, Follonica Summer Festival
- 14 agosto 2018, Forte dei Marmi (Italia), Villa Bertelli
- 16 agosto 2018, Lecce (Italia), Parco di Belloluogo
- 18 agosto 2018, Taormina (Italia), Teatro antico
- 19 agosto 2018, Sciacca (Italia), Piazza Angelo Scandaliato
- 21 agosto 2018, Palermo (Italia), Teatro di Verdura
- 25 agosto 2018, Misano Adriatico (Italia), Misano World Circuit Marco Simoncelli

## Piano forte Tour 2021
Piano forte Tour 2021 è il tour per promuovere l'album La differenza che è partito da Gardone Riviera il 13 luglio 2021 e terminato a Pisa il 4 settembre 2021.

### Band
- Christian Riganò: pianoforte

### Scaletta
1. Un'estate italiana
2. La differenza
3. Amandoti
4. Fenomenale
5. Motivo
6. Profumo
7. Ragazzo dell’Europa
8. L'aria sta finendo
9. America
10. Fotoromanza
11. I maschi
12. Vieni ragazzo
13. Notti senza cuore
14. Una luce
15. In camera mia
16. Sei nell'anima
17. Io
18. Bello e impossibile
19. Diamante
20. Oh marinaio
21. Meravigliosa creatura
22. Un'estate italiana (bis)

### Date
Luglio
- 13 luglio 2021, Gardone Riviera, Anfiteatro Il Vittoriale
- 14 luglio 2021, Cervere, Anfiteatro dell’anima
- 16 luglio 2021, Marostica, Piazza Castello
- 17 luglio 2021, Siena, Fortezza Medicea, Vivi Fortezza
- 19 luglio 2021, Vigevano, Castello Sforzesco
- 20 luglio 2021, Nichelino, Palazzina di caccia di Stupinigi, Stupinigi Sonic Park
- 22 luglio 2021, Grottaglie, Cave di Fantiano, Fantiano Nature Park
- 23 luglio 2021, Fasano, Piazza Ignazio Ciaia
- 25 luglio 2021, Cortino, Piana di Elce
- 27 luglio 2021, Bergamo, Piazzale Lodovico Goisis, Lazzaretto Estate 2021
- 28 luglio 2021, Bellinzona (Svizzera), Castelgrande, Castle On Air 2021
- 29 luglio 2021, Villafranca di Verona, Castello Scaligero
- 31 luglio 2021, Tarvisio, Lago Superiore di Fusine

Agosto
- 2 agosto 2021, Cesenatico, Arena Cappuccini
- 4 agosto 2021, Castiglioncello, Castello Pasquini
- 5 agosto 2021, Castelnuovo di Garfagnana, Fortezza di Mont'Alfonso
- 7 agosto 2021, Gavorrano, Teatro delle Rocce
- 9 agosto 2021, Forte dei Marmi, Villa Bertelli
- 12 agosto 2021, Trani, Piazza Duomo
- 13 agosto 2021, Otranto, Fossato del Castello, Otranto Summer Festival
- 17 agosto 2021, Maiori, Anfiteatro Porto Turistico
- 18 agosto 2021, Roccella Ionica, Teatro al Castello
- 20 agosto 2021, Enna, Castello di Lombardia
- 21 agosto 2021, Taormina, Teatro antico
- 23 agosto 2021, Campobello di Mazara, Cave di Cusa
- 24 agosto 2021, Cefalù, Castello Bordonaro
- 26 agosto 2021, Borgia, Parco Archeologico Scolacium
- 30 agosto 2021, Benevento, Piazza Castello

Settembre
- 1 settembre 2021, Porto Recanati, Arena Beniamino Gigli
- 3 settembre 2021, Taormina, Teatro antico, Carbon Neutral Concert (in Live Streaming gratuito)
- 4 settembre 2021, Pisa, Piazza dei Cavalieri

## Gianna Nannini Tour 2022
Gianna Nannini Tour 2022 è il tour per promuovere l'album La differenza che è partito da Dubai il 23 marzo 2022 e terminato a Ginevra il 2 dicembre 2022.
Il tour, inizialmente previsto per il 2020 nei palazzetti è stato rimandato al 2022 nei teatri e nei palazzetti a causa della pandemia di COVID-19 del 2020.
Nella data speciale del 28 maggio 2022 allo Stadio Artemio Franchi di Firenze partecipano come ospiti Ariete, Carmen Consoli, Coez, Elodie, Loredana Bertè, Litfiba, Enrico Nigiotti, Rosa Chemical, Speranza (pubblico 14.000 persone circa).

### Band
- Davide Tagliapietra: chitarra elettrica, chitarra acustica
- Milton McDonald: chitarra elettrica, chitarra acustica
- Steve Barney: batteria
- Francis Hylton: basso elettrico
- Christian Riganò: tastiera, pianoforte
- Isabella Casucci: cori

### Scaletta
Generale
1. La differenza
2. Motivo
3. Fenomenale
4. Profumo
5. Ragazzo dell’Europa
6. Scandalo
7. Ogni tanto
8. I maschi
9. Vieni ragazzo
10. Amandoti
11. Sei nell'anima
12. Io
13. Fotoromanza
14. America
15. Latin lover
16. Hey bionda
17. Bello e impossibile
18. Una luce
19. Meravigliosa creatura
20. Lontano dagli occhi
21. Aria

Firenze (28 maggio)
1. L'aria sta finendo
2. Primadonna
3. La differenza
4. Motivo (con Coez)
5. Fenomenale
6. Profumo
7. Ragazzo
8. Dedicato (con Loredana Bertè)
9. I maschi
10. Vieni ragazzo (con Ariete)
11. Avventuriera
12. Complici (con Enrico Nigiotti)
13. Notti senza cuore
14. Hey bionda
15. Amandoti
16. Io
17. Fotoromanzo
18. America (con Speranza)
19. Benedetto l’inferno (con Rosa Chemical)
20. Latin lover (con Elodie)
21. Scandalo (con Litfiba)
22. Sei nell'anima
23. Firenze sogna (con Carmen Consoli)
24. Ogni tanto
25. Bello e impossibile
26. Volare
27. Meravigliosa creatura
28. Un'estate italiana

### Date
- Tra parentesi sono indicate le date originali previste per il 2020 e 2021 e rinviate al 2022 seguente (prima con partenza ad aprile e poi a maggio) a causa della pandemia di COVID-19; le altre sono invece nuove date.

#### Tour primaverile (teatri)
Marzo
- 23 marzo 2022, Dubai (Emirati Arabi Uniti), Dubai Millenium Amphitheater, Expo 2020 Dubai (trasmesso anche in diretta streaming)
- 30 marzo 2022 (Data zero), Cascina (Italia), Città del Teatro

Aprile
- 1º aprile 2022, Parma (Italia), Teatro Regio
- 3 aprile 2022, Roma (Italia), Auditorium Parco della Musica (3/12/20, 20/11/21, Palazzo dello Sport)
- 12 aprile 2022, Bergamo (Italia), Teatro Creberg
- 14 aprile 2022, Padova (Italia), Gran Teatro Geox (25/11/20, 23/11/21, Villorba PalaVerde)
- 27 aprile 2022, Londra (Regno Unito), Shepherd's Bush Green (15/5/20, 23/05/21)
- 30 aprile 2022, Lussemburgo (Lussemburgo), Rockhal Club (21/05/20, 22/05/21)

Maggio
- 2 maggio 2022, Parigi (Francia), Olympia (18/5/20, 25/5/21)
- 3 maggio 2022, Bruxelles (Belgio), Cirque Royal (20/5/20, 09/05/21)

- 8 maggio 2022, Torino (Italia), Teatro Colosseo (28/11/20, 28/11/21, PalaAlpitour)
- 9 maggio 2022, Torino (Italia), Teatro Colosseo
- 10 maggio 2022, Bologna (Italia), Europauditorium (31/03/22)
- 13 maggio 2022, Milano (Italia), Teatro degli Arcimboldi (1/12/20, 27/11/21, Mediolanum Forum)
- 14 maggio 2022, Milano (Italia), Teatro degli Arcimboldi
- 16 maggio 2022, Napoli (Italia), Teatro Augusteo (19/11/20, 19/11/21, PalaPartenope - 14/03/22, Teatro Augusteo)
- 18 maggio 2022, Bari (Italia), Teatro Team (18/11/20, 16/11/21, PalaFlorio - 19/03/22, Teatro Team)
- 20 maggio 2022, Catania (Italia), Teatro Metropolitan (21/11/20, 13/11/21, PalaCatania - 17/03/22, Teatro Metropolitan)

#### Tour estivo (stadi, palazzetti, spazi aperti)
Maggio
- 28 maggio 2022, Firenze (Italia), Stadio Artemio Franchi (Special Event) (30/05/20, 29/05/21)

Giugno
- 2 giugno 2022, Erfurt (Germania), Zughafen (19/06/21)
- 4 giugno 2022, Monaco di Baviera (Germania), Olympiahalle (12/10/20, 01/05/21 Philharmonie)
- 5 giugno 2022, Kempen (Germania), BigBox Allgäu (15/10/20, 04/05/21)
- 7 giugno 2022, Ludwigsburg (Germania), MHPArena (10/10/20, 07/05/21)
- 8 giugno 2022, Colonia (Germania), Theater am Tanzbrunnen (23/06/20, 14/06/21)
- 13 giugno 2022, Kiel (Germania), Wunderino Arena (29/04/21)
- 14 giugno 2022, Amburgo (Germania), Stadtpark Festival (27/06/20, 17/06/21)
- 16 giugno 2022, Norimberga (Germania), Meistersingerhalle (17/10/20, 06/05/21)
- 17 giugno 2022, Francoforte sul Meno (Germania), Alte Oper Frankfurt (13/10/20, 02/05/21)
- 19 giugno 2022, Berlino (Germania), Cittadella di Spandau (26/06/20, 16/06/21)

Luglio
- 27 luglio 2022, St. Moritz (Svizzera), Festival Da Jazz
- 28 luglio 2022, Vercelli (Italia), Ex Parcheggione Pisu
- 30 luglio 2022, Peccioli (Italia), Anfiteatro di Fonte Mazzola, 11 lune Festival
- 31 luglio 2022, Trento (Italia), Piazza Duomo

Agosto
- 7 agosto 2022, Monte Carlo (Principato di Monaco), Sporting Club, Salle des etoiles, Monte Carlo Summer Festival
- 10 agosto 2022, Castellammare del Golfo (Italia), Castello Arabo Normanno, Piazzale Stenditoio
- 11 agosto 2022, Siracusa (Italia), Teatro greco
- 24 agosto 2022, Alghero (Italia), Anfiteatro Maria Pia
- 26 agosto 2022, Livorno (Italia), Terrazza Mascagni

Settembre
- 7 settembre 2022, Vicenza (Italia), Piazza dei Signori, Vicenza in festival
- 8 settembre 2022, Cremona (Italia), Piazza del Comune
- 10 settembre 2022, Osimo (Italia), Piazza Boccolino, Vivo Festival
- 11 settembre 2022, Codigoro (Italia), Campo sportivo ex Salesiani

#### Tour invernale (teatri)
Novembre
- 22 novembre 2022, Trieste (Italia), Teatro Rossetti (28/03/22)
- 25 novembre 2022, Brescia (Italia), Teatro Dis_play (26/03/22)
- 26 novembre 2022, Mantova (Italia), Grana Padano Theatre (25/03/22)
- 28 novembre 2022, Genova (Italia), Teatro Carlo Felice (01/03/22)

Dicembre
- 1º dicembre 2022, Zurigo (Svizzera), Hallenstadion (21/10/20, 09/10/21, 06/05/22)
- 2 dicembre 2022, Ginevra (Svizzera), Theatre du Leman (23/10/20, 08/10/21, 05/05/22)

#### Date annullate
- 24 giugno 2020, Ehingen (Germania), Marktplatz - annullata a causa della pandemia di COVID-19 del 2020.
- 9 ottobre 2020, Aalen (Germania), Ulrich-Pfeifle-Halle - annullata a causa della pandemia di COVID-19 del 2020.

## Gianna Nannini Tour 2024-2025
Gianna Nannini Tour 2024-2025 è il tour che partirà da Zurigo il 25 novembre 2024.

### Band
- Davide Tagliapietra: chitarra elettrica, chitarra acustica
- Milton McDonald: chitarra elettrica, chitarra acustica
- Simon Phillips: batteria
- Francis Hylton: basso elettrico
- Christian Riganò: tastiera, pianoforte
- Isabella Casucci: cori
- Sofia Gaudenzio: cori

### Scaletta
1. 1983
2. Primadonna
3. Silenzio
4. Filo spinato
5. Radio baccano
6. Scandalo
7. Ragazzo dell'Europa
8. Lento lontano
9. Fenomenale
10. Profumo
11. Un giorno disumano
12. Ti voglio tanto bene
13. La differenza
14. Me and Bobbie McGee
15. Io voglio te
16. I maschi
17. Fotoromanza
18. Io
19. Sei nell'anima
20. Meravigliosa creatura
21. Hey bionda
22. Bello e impossibile
23. Latin lover
24. America
25. Aria

### Date

#### Tour autunnale
Novembre
- 22 novembre 2024 (Data zero), Jesolo (Italia), Palazzo del Turismo Pala Arrex
- 24 novembre 2024, Ginevra (Svizzera), Arena di Ginevra
- 25 novembre 2024, Zurigo (Svizzera), Hallenstadion
- 28 novembre 2024, Monaco di Baviera (Germania), Olympiahalle
- 30 novembre 2024, Hannover (Germania) Swiss Life Hall

Dicembre
- 1° dicembre 2024, Francoforte sul Meno (Germania), Jahrhunderthalle
- 3 dicembre 2024, Berlino (Germania),Uber Eats Music Hall
- 4 dicembre 2024, Essen (Germania), Grugahalle
- 6 dicembre 2024, Ludwigsburg (Germania), MHPArena
- 7 dicembre 2024, Ravensburg (Germania), OberschwabenHalle
- 9 dicembre 2024, Norimberga (Germania) KIA Metropol Arena
- 10 dicembre 2024, Kassel (Germania), Nordhessen Arena
- 12 dicembre 2024, Milano (Italia), Unipol Forum
- 13 dicembre 2024, Firenze (Italia), Nelson Mandela Forum
- 14 dicembre 2024, Firenze (Italia), Nelson Mandela Forum
- 16 dicembre 2024, Torino (Italia), Inalpi Arena
- 17 dicembre 2024, Milano (Italia), Unipol Forum
- 18 dicembre 2024, Firenze (Italia), Nelson Mandela Forum
- 20 dicembre 2024, Eboli (Italia), PalaSele
- 21 dicembre 2024, Roma (Italia), Palazzo dello Sport
- 31 dicembre 2024, Sassari (Italia), Piazza d'Italia

#### Tour estivo
Giugno
- 26 giugno 2025, Roma (Italia), Circo Massimo

Luglio
- 1° luglio 2025, Pompei (Italia), Anfiteatro degli scavi
- 3 luglio 2025, Bologna (Italia), Sequoie Music Park
- 4 luglio 2025, Bard (Italia), Forte di Bard Piazza d'armi, Estate al forte
- 6 luglio 2025, Codroipo (Italia), Villa Manin
- 12 luglio 2025, Marostica (Italia), Marostica Summer Festival Volksbank 2025
- 13 luglio 2025, Pistoia (Italia), Piazza del Duomo, Pistoia Blues Festival
- 15 luglio 2025, Nichelino (Italia), Palazzina di caccia di Stupinigi Sonic Park
- 17 luglio 2025, Locarno (Svizzera), Moon & Stars Festival
- 18 luglio 2025, Rosenheim (Germania), Rosenheim Sommerfestival
- 20 luglio 2025, Amburgo (Germania), Stadtpark Open Air
- 21 luglio 2025, Wiesbaden (Germania), Rheingau Musik Festival
- 23 luglio 2025, Ratisbona (Germania), Palazzo Thurn und Taxis, Schlossfestspiele
- 25 luglio 2025, Vaduz (Liechtenstein) Soundz
- 26 luglio 2025, Lauchheim (Germania), Festival Schloss Kapfenburg
- 28 luglio 2025, Friburgo in Brisgovia (Germania), Zelt-Musik-Festival
- 29 luglio 2025, Füssen (Germania), Barockgarten Am Festspielhaus
- 31 luglio 2025, St. Wendel (Germania), Bosenbach Festival

Agosto
- 2 agosto 2025, Ebern (Germania), Roesler Open Air Schloss Eyrichshof
- 3 agosto 2025, Weimar (Germania), Erbenhof Schallkultur Festival
- 6 agosto 2025, Lanciano, Parco Villa Delle Rose
- 9 agosto 2025, Santa Margherita Di Pula (Italia) Forte Arena
- 13 agosto 2025, Macerata (Italia), Sferisterio
- 18 agosto 2025, Apricena (Italia), Cava dell'erba, Suonicava
- 19 agosto 2025, Ostuni (Italia), Foro Boario
- 21 agosto 2025, Roccella Ionica (Italia), Teatro Castello, Roccella Summer Festival
- 23 agosto 2025, Catania (Italia), Giardino Bellini, Sotto il vulcano Fest
- 24 agosto 2025, Palermo (Italia), Velodromo Paolo Borsellino, Dream Pop Festival
- 29 agosto 2025, Arbon (Svizzera), Summerdays Festival
- 30 agosto 2025, Spiez (Svizzera), Seaside Festival

Settembre
- 17 settembre 2025, Caserta (Italia), Reggia di Caserta
- 21 settembre 2025, Verona (Italia), Arena di Verona